# Cocinados
Cocinados fue un programa de televisión chileno de tipo magazine, transmitido entre el 21 de marzo de 2007 y el 31 de octubre de 2008 por Telecanal, y conducido por Daniel Valenzuela y la chef Carolina Correa, además de Paulina Nin de Cardona durante algunos meses.
El programa era transmitido de lunes a viernes a las 13:00 horas, y además de cocina, trataba temas de farándula nacional e internacional, mediante el análisis de sus panelistas, cine, moda, datos de cosmetología y la presencia de un invitado diario relacionado con el mundo del espectáculo en la gran mayoría de los capítulos.
Ya con unos meses al aire, Cocinados se convirtió en una de las atracciones de Telecanal, y sus animadores también, como fue el caso de Daniel Valenzuela, quien se consolidó como animador del canal, siendo el elegido para representarlo en la Teletón 2007 y 2008.
Durante el verano de 2008, el programa se traslada a la terraza de Point Design, productora a cargo de la realización de este. A fines de enero, Paulina Nin asiste como invitada, para finalmente comunicar que se integra como animadora del programa, formando ahora un trío de conductores. Sin embargo, Nin abandona el programa en abril de 2008, para concentrarse en un nuevo proyecto dentro del canal, el que nunca dio a luz.
Durante el resto de 2008, nuevas incorporaciones llegan a Cocinados: Marlen Olivari se integró como panelista durante unos meses, y más tarde, ocurrió lo mismo con Carla Ballero.
Finalmente, en octubre de 2008 Telecanal cancela todos los programas que no fueran de realización propia del canal, por lo cual, Cocinados llegó a su fin, siendo reemplazado por Fascina TV, un programa con las mismas características de su antecesor.